# Syndicat d'agglomération nouvelle
Pour les articles homonymes, voir San.
Un syndicat d'agglomération nouvelle (SAN) est, en France, une ancienne structure de coopération intercommunale destinée à administrer certaines  villes nouvelles françaises. Si cette forme d'intercommunalité a existé de jure jusqu'au 1er janvier 2017, tous les syndicats ont été dissous au 1er janvier 2016 et donc, de facto, n'existaient plus depuis cette date.

## Statut juridique
Les syndicats d'agglomération nouvelle sont définis aux articles L. 5311-1 et suivants du code général des collectivités territoriales et ont été mis en place après la loi dite « Rocard » du 13 juillet 1983 pour administrer des villes nouvelles. 
Ce statut remplace une précédente structure juridique, le syndicat communautaire d'aménagement (SCA) de ville nouvelle. 
Les SAN sont classés dans la catégorie des établissements publics de coopération intercommunale (EPCI), mais leur régime juridique présente d'importantes spécificités par rapport au régime général des EPCI.

## Histoire
Neuf syndicats furent créés en 1984 :
- un à Cergy-Pontoise ;
- un à Évry ;
- un à L'Isle-d'Abeau ;
- un à Ouest Provence (qui s'appelait à l'époque Rives de l'Étang de Berre) ;
- un à Saint-Quentin-en-Yvelines ;
- deux à Sénart (anciennement Melun-Sénart) ;
- deux à Marne-la-Vallée.

Il n'y en eut pas dans les deux dernières villes nouvelles :
- Villeneuve-d'Ascq (Lille-Est, Nord) venait d'être déclarée achevée;
- Val-de-Reuil (Le Vaudreuil, Eure) avait été organisé en commune unique.

À la suite de l'achèvement de certaines villes nouvelles, certains se sont transformés en communauté d'agglomération. C'est le cas d'Évry, le 1er janvier 2001, puis de Cergy-Pontoise et Saint-Quentin-en-Yvelines, le 1er janvier 2004, de L'Isle-d'Abeau le 1er janvier 2007 pour former la communauté d'agglomération Porte de l'Isère, du SAN du Val-Maubuée (partie de Marne-la-Vallée), devenue la communauté d'agglomération du Val-Maubuée au 1er janvier 2013 et du SAN de Sénart-Ville Nouvelle, devenu communauté d'agglomération de Sénart (partie de Sénart) le 1er janvier 2015. Le syndicat Ouest Provence doit lui devenir un territoire de la métropole d'Aix-Marseille-Provence au 1er janvier 2016. Les autres SAN devront eux à cette même date avoir opté pour le statut de commune nouvelle (si les communes membrent décident de leur fusion dans ce régime) ou celui de communauté d'agglomération. Le syndicat d'agglomération nouvelle du Val d'Europe et le syndicat d'agglomération nouvelle de Sénart-en-Essonne ont tous deux décidé de se transformer en communauté d'agglomération.
L'article 44 de la Loi portant nouvelle organisation territoriale de la République du 7 août 2015 procède en conséquence à la suppression de cette catégorie d'intercommunalité au 1er janvier 2017.
Toutefois, tous les SAN ont disparu dès le 1er janvier 2016, soit en se transformant en communauté d'agglomération, soit en fusionnant au sein d'une communauté d'agglomération, parfois en se réorganisant à la suite de l'intégration de certaines communes dans un des nouveaux établissements publics territoriaux (EPT) où collaborent les communes dans 11 des 12 territoires de la nouvelle Métropole du Grand Paris.

## Fonctionnement

### Le comité syndical
Le syndicat d'agglomération nouvelle est administré par un comité syndical composé de représentants des communes membres élus par chacun des conseils municipaux concernés.
Chaque commune dispose au minimum de deux sièges et aucune commune ne peut avoir plus de la moitié des sièges, à moins que le syndicat ne soit composé que de deux communes. Cette répartition, qui tient compte de la population des communes, est déterminée par l’arrêté préfectoral qui crée le syndicat.
L'élection des représentants des communes au sein du comité syndical est faite par chaque conseil municipal concerné, pour la durée du mandat municipal, au scrutin secret et à la majorité absolue. Si, après deux tours de scrutin, le(s) candidat(s) n'ont pas obtenus de majorité absolue, ils sont élus au troisième tour à la majorité relative. La réforme instaurée par la loi du 17 mai 2013 et prévoyant l'élection des conseillers communautaires dans le cadre de l'élection municipale n'est pas applicable aux SAN.
Comme pour les syndicats de communes, le conseil municipal peut élire au comité du SAN tout électeur de la commune, citoyen français ou ressortissant d'un pays membre de la communauté européenne. 
De nombreuses dispositions du code électoral établissent des inéligibilités et des incompatibilités, destinées à assurer à la fois la liberté de conscience des électeurs et l'indépendance des élus. C'est ainsi, par exemple, que ne peuvent être élus certains fonctionnaires dans les communes concernées par l'exercice de leur fonction (préfets, juges, policiers, officiers de l'armée, hauts-fonctionnaires des conseils régionaux ou départementaux ...), ainsi que les  agents de la commune ou les responsables d'entreprises travaillant pour la commune. De plus, les agents  par un SAN ou une de ses communes membres ne peuvent être désignés pour la représenter au sein du comité syndical.

### Le Président
Le président du SAN est élu par le comité syndical.
Le président est l'organe exécutif du SAN, prépare et exécute les délibérations du comité syndical, qu'il convoque. Il est le chef des services du syndicat, qu'il représente en justice, et peut déléguer une partie de ses fonctions aux vice-présidents, voire à d'autres membres du bureau. Il est l'« autorité territoriale », au sens du statut des fonctionnaires.

### Le Bureau
Le bureau du SAN est composé du président, d'un ou plusieurs vice-présidents et, éventuellement, d'un ou de plusieurs autres membres.
Il peut recevoir des délégations de pouvoir du conseil délibérant, à l'exception de certains sujets, notamment en matière budgétaire.